# Tarik Kada
Tarik Kada (Nador, 26 mei 1996) is een Marokkaans-Nederlands voetballer die bij voorkeur als aanvaller speelt.

## Carrière
Kada maakte op 1 maart 2015 zijn debuut in het betaalde voetbal, voor sc Heerenveen. Hij mocht in een met 3–0 verloren wedstrijd tegen Excelsior tien minuten voor tijd invallen voor Doke Schmidt. Hij verruilde sc Heerenveen in januari 2016 voor Heracles Almelo. In het seizoen 2017/18 speelde hij op huurbasis voor FC Eindhoven. Op 3 september 2018 werd het contract van Kada bij Heracles Almelo ontbonden. In februari 2019 vervolgde hij zijn loopbaan in Finland bij RoPS. Een jaar later ging Kada in Bahrein voor Al-Ahli spelen.

### Clubstatistieken
| Seizoen                    | Club            | Competitie      | Competitie | Competitie | Beker | Beker | Internationaal | Internationaal | Overig | Overig | Totaal | Totaal |
| Seizoen                    | Club            | Competitie      | Wed.       | Dlp.       | Wed.  | Dlp.  | Wed.           | Dlp.           | Wed.   | Dlp.   | Wed.   | Dlp.   |
| -------------------------- | --------------- | --------------- | ---------- | ---------- | ----- | ----- | -------------- | -------------- | ------ | ------ | ------ | ------ |
| 2014/15                    | sc Heerenveen   | Eredivisie      | 1          | 0          | 0     | 0     | 0              | 0              | 0      | 0      | 1      | 0      |
| 2015/16                    | sc Heerenveen   | Eredivisie      | 2          | 0          | 1     | 0     | 0              | 0              | 0      | 0      | 3      | 0      |
| 2015/16                    | Heracles Almelo | Eredivisie      | 4          | 0          | 1     | 0     | 0              | 0              | 0      | 0      | 5      | 0      |
| Carrière totaal            | Carrière totaal | Carrière totaal | 7          | 0          | 2     | 0     | 0              | 0              | 0      | 0      | 9      | 0      |
| Bijgewerkt op 29 juli 2017 |                 |                 |            |            |       |       |                |                |        |        |        |        |